# فرودگاه هاوکس بی
فرودگاه هاوکس بی (به انگلیسی: Hawke's Bay Airport) یک فرودگاه همگانی مسافربری با کد یاتا NPE است که یک باند فرود آسفالت دارد و طول باند آن ۱۷۵۰ متر است. این فرودگاه در کشور نیوزلند قرار دارد و در ارتفاع ۲ متری از سطح دریا واقع شده‌است.

## شرکت‌های هواپیمایی و مقصدهای پروازی
| شرکت‌های هواپیمایی                             | مقصدهای پروازی              |
| --------------------------------------------- | --------------------------- |
| Air Napier                                    | گیسبورن، ویروآ              |
| ایر نیوزلند لینک اجرا توسط ایر نلسون          | کرایست‌چرچ، ولینگتون         |
| ایر نیوزلند لینک اجرا توسط Mount Cook Airline | اوکلند، کرایست‌چرچ، ولینگتون |
| جت‌استار اجرا توسط ایسترن استرالیا ایرلاینز    | اوکلند                      |
| Sounds Air                                    | وودبورن                     |